# Kommando LSK/LV

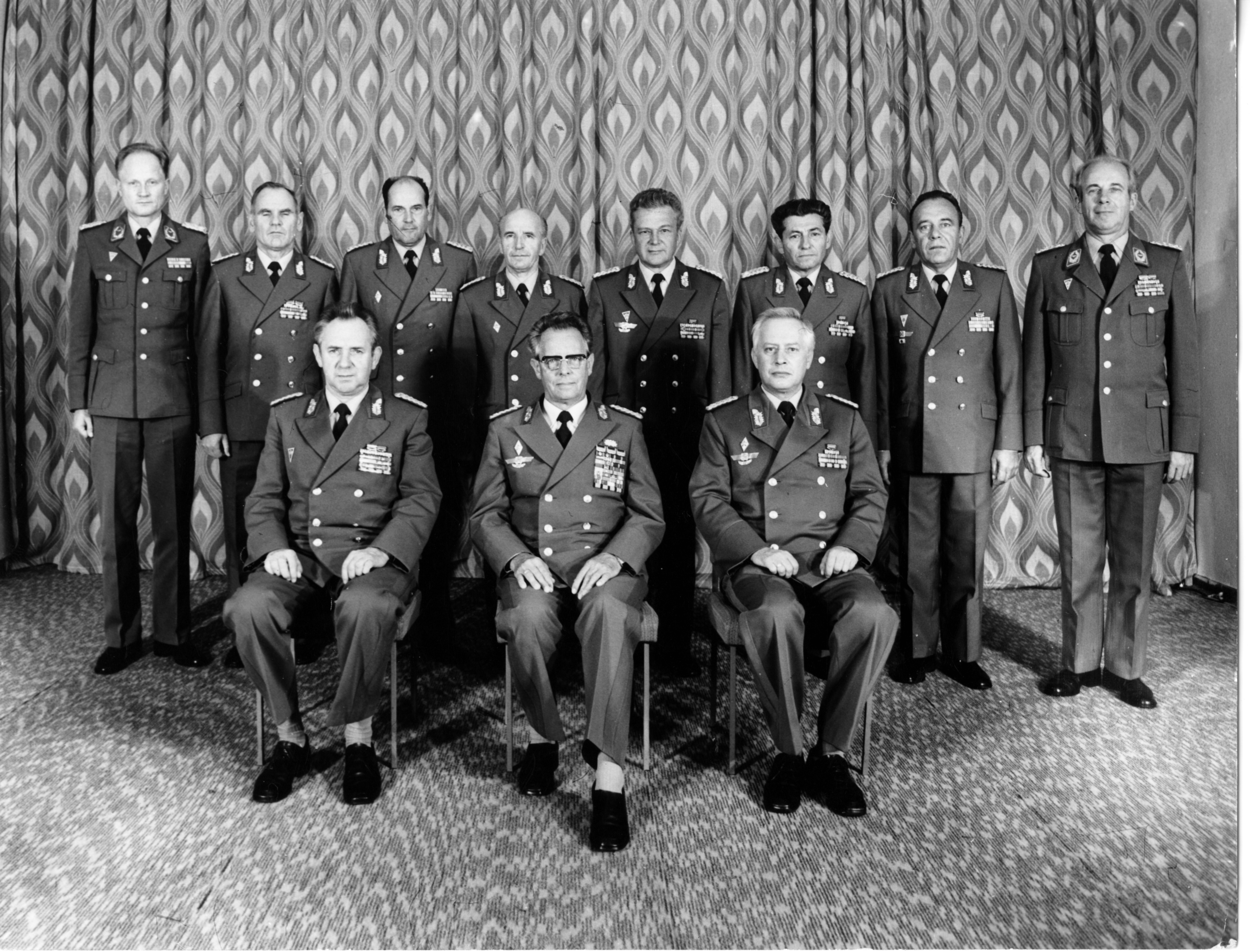
Militärrat Kommando LSK/LV im Jahre 1986
1. R.v.l.n.r.: A. Vogel, W. Reinhold und R. Berger
2. R.v.l.n.r.: M. Reifgerste, E. Ullmann, W. Lobner, H. Trautsch, K.-J. Baarß, M. Merkel, E. Telle und H. Fritsche

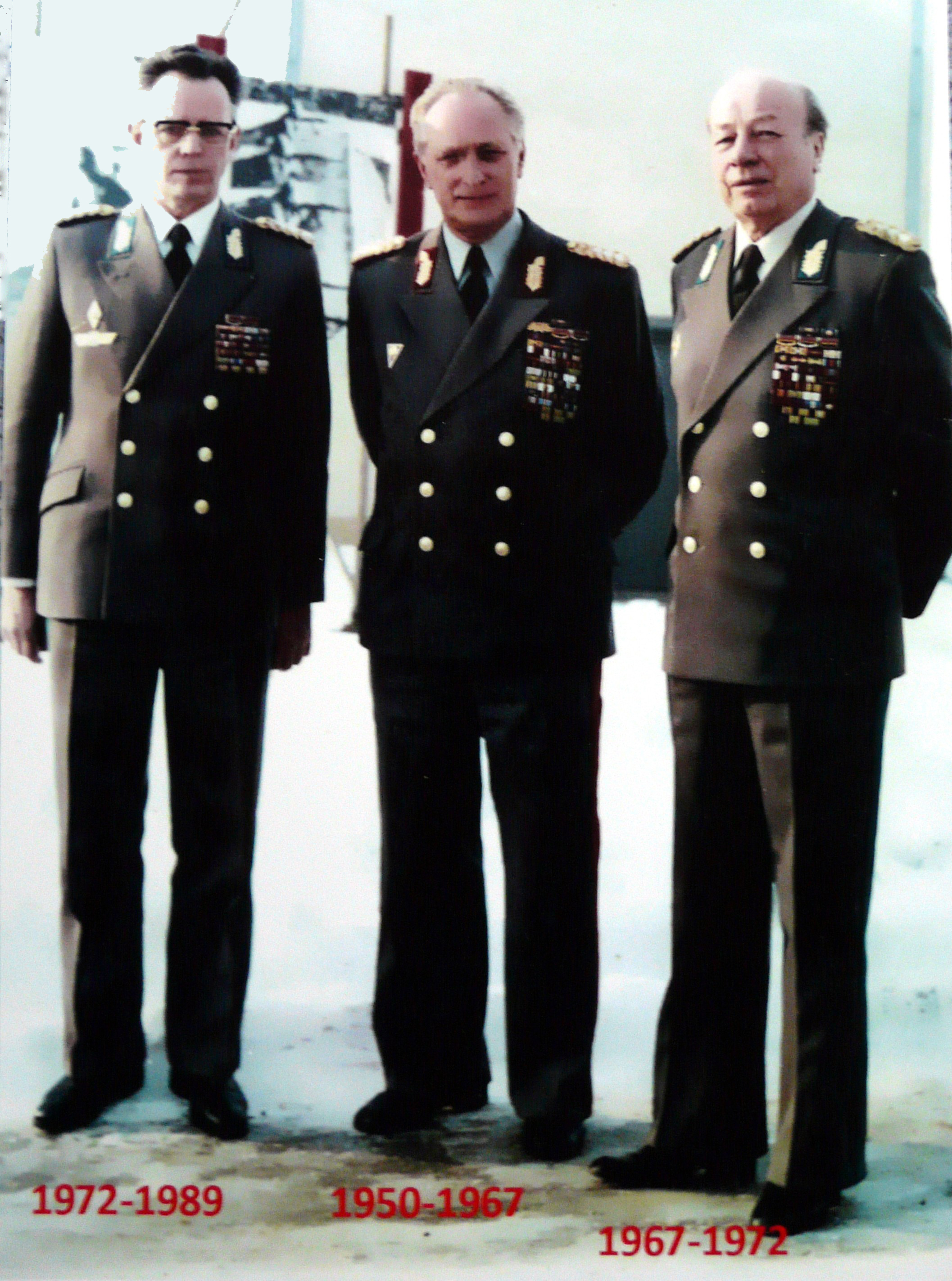
Drei Befehlshaber der NVA-Luftstreitkräfte/Luftverteidigung: W. Reinhold, H. Kessler, H. Scheibe (v.l.n.r.)

Das Kommando Luftstreitkräfte/Luftverteidigung (kurz: Kdo. LSK/LV) war Führungsstab und zugleich Führungskommando der NVA-Luftstreitkräfte, einer Teilstreitkraft der NVA der DDR.

## Geschichte
Am 1. März 1956, dem Gründungstag der NVA, wurden die Verwaltung Luftstreitkräfte (LSK) unter Generalmajor Zorn – und die Verwaltung Luftverteidigung (LV) unter Oberst Bauer als selbständige Führungsstäbe formiert. Beide Org-Einheiten wurden am 31. Mai 1957 zusammengeführt und bildeten danach das Kdo. LSK/LV. Gemeinsamer Dienstsitz war die Lambert-Horn-Kaserne (Name seit 1967) in Strausberg.
Mit der Außerdienststellung der NVA im Jahre 1990 wurde das Kdo. LSK/LV aufgelöst. Die Liegenschaft bleibt weiterhin erhalten und wird von der Bundeswehr genutzt.

## Führung und Organisation

### Führung
Das Kdo. LSK/LV führte die Verbände, Truppenteile und Einheiten der Luftstreitkräfte der NVA lageabhängig und einsatzbedingt vom Zentralen Gefechtsstand 14 (ZGS-14) in Fürstenwalde, der Rückwärtigen Führungsstaffel (RFS) in Beeskow (Ranzig) oder der Hilfsführungsstelle (HFS) in Strausberg.

### Kommandierende Generale auch Chefs Kdo. LSK/LV
| Dienstgrad, Name                 | Dienstzeit | Bemerkung               |
| -------------------------------- | ---------- | ----------------------- |
| Oberst Heinz Keßler              | 1950–1952  | noch Volkspolizei Luft  |
| Generalmajor Heinz Keßler        | 1952–1955  |                         |
| Generalmajor Heinz-Bernhard Zorn | 1956–1957  | noch Verwaltung LSK     |
| Oberst Gerhard Bauer             | 1956–1957  | noch Verwaltung LV      |
|                                  |            |                         |
| Generaloberst Heinz Keßler       | 1957–1967  | nunmehr Kommando LSK/LV |
| Generalleutnant Herbert Scheibe  | 1967–1972  | Kommando LSK/LV         |
| Generaloberst Wolfgang Reinhold  | 1972–1989  | Kommando LSK/LV         |
| Generalleutnant Rolf Berger      | 1989–1990  | Kommando LSK/LV         |

Quelle
Der kommandierende General führte seine Stellvertreter unmittelbar und direkt. Zudem verfügte er über einen Militärrat des Kommandos LSK/LV, ein beratendes Gremium aller seiner Stellvertreter (siehe Bild oben).

### Organisation
Das Kdo. LSK/LV bestand aus nachstehenden Org-Einheiten (Stand September 1990):
Stellvertreter des Ministers und Chef LSK/LV (3 Sterne) mit Leitungsbereich und Flugorganisation
Vertreter des Oberkommandos (OK) der Vereinten Streitkräfte (VST) / Militärberater (Drei-Sterne-General der sowjetischen Streitkräfte)
Stellvertreter (Stv.) des Chefs LSK/LV und Chef der Politischen Verwaltung (PV) (2 Sterne) mit
- drei Abteilungen
- Zentrale Parteileitung (ZPL) mit Sekretär ZPL
- Revisionskommission
- Zudem verfügte die PV über ein eigenständiges Politorgan in Form eines Sekretariats der PV mit

  - Partei Kontrollkommission (PKK) und Vorsitzenden PKK

Stellvertreter des Chefs LSK/LV und Chef des Stabes (2 Sterne) mit
- Stv. CS und Chef Operativ (Generalmajor) mit
  - Abteilung 1 (fünf Dezernate: 1-GB, 2-OTA, 3-ZW, 4-EloKa mit AG GTAG und FE-Kontrolltrupp; 5-Militärtopographie)
  - Abteilung 2
  - Gefechtsführungszentrum (GFZ), verlegefähig (Luftunterstützung anderer TSK, Liaision-team GSSG)
  - „Operativ-Taktisches Ausbildungszentrum“ (OTAZ)

- Stv. CS und Chef Gefechtsstände und Automatisierung (GS/A) (1 Stern) mit
  - Abteilung GS
  - Abteilung Flugsicherheit
  - Abteilung AMAT
  - Abteilung Meteorologie

- Stv. CS und Chef Allgemeine Aufgaben mit
  - Stabskommandant, Stabskompanie, Wachkompanie, Kfz-Kompanie, Versorgung mit Küche, Finanzökonomie, Handwerkerhof, Heizhaus, Druckerei und Gästehaus

- Chef Kader
- Chef Organisation/Auffüllung mit
  - Abteilung Organisation
  - Abteilung Auffüllung

- Chef Aufklärung
- Chef Nachrichten und Flugsicherung mit
  - Abteilungen 1, 2 und 8. Unterabteilung

- Chef Militärwissenschaft (MiWi)
- Chef Chemische Dienste (CD)
- Verwaltung 2000: hier die Unterabteilung für den Stab des Kommandos LSK/LV und alle Org-Einheiten im Bereich der Barnim-Kaserne (Teil LSK/LV)

Stellvertreter des Chefs LSK/LV für Ausbildung der Luftstreitkräfte (LSK) (2 Sterne; bis 30. November 1972 Stellvertreter des Chefs für Luftstreitkräfte) mit
- Chef Fliegeringenieurdienst (1 Stern)
- Chef Frontfliegerkräfte (FFK)
- Chef Transportfliegerkräfte (TFK)
- Chef Hubschrauber
- Flugunfall-Kommission, Hauptsteuermann, SAR, Fallschirmdienst

Stellvertreter des Chefs LSK/LV für Ausbildung der Luftverteidigung (LV) (2 Sterne) mit
- Chef Fla-Raketentruppen (FRT)
- Chef Jagdfliegerkräfte (JFK)
- Chef Fla-Raketen-Ingenieurdienst

Stellvertreter des Chefs LSK/LV für Technik und Instandsetzung (2 Sterne)
- Abteilung neue Technik
- Abteilung Instandsetzung
- Abteilung Flugzeugversorgungstechnik

Stellvertreter des Chefs LSK/LV und Chef Rückwärtige Dienste (RD) (2 Sterne) mit
- Stv. Chef und Stabschef RD (1 Stern)
- Chef Bekleidung und Ausrüstung (BA)
- Chef Bewaffnung
- Chef Kfz-Dienst (KfzD)
- Chef Militärbauwesen Unterbringung (MBU)
- Chef Militärmedizinischer Dienst
- Chef Militärtransportwesen (MTW)
- Chef Pionierwesen
- Chef Verpflegung
- Chef Waffentechnischer Dienst (WTD)

Chef Funktechnische Truppen. (FuTT) (1 Stern) mit
- Abteilung 1: Ausbildung (zwei Dezernate: UA Gefechtsausbildung und UA Gefechtsarbeit)
- Abteilung 2: Funkmeß-Ingenieurdienst (zwei Dezernate: UA Funkmessstationen und UA AFLS)

Chef Allgemein-Militärische Ausbildung und Schulen (AMAS) (1 Stern)
- Abteilung Schulen
- Abteilung Allgemeinmilitärische Ausbildung
- Abteilung Dolmetscher

Chef Kosmische Ausbildung (1 Stern)
Militärstaatsanwalt
Verwaltung 2000hier die Abteilung für die Teilstreitkraft LSK/LV

### Weitere Generale Kdo. LSK/LV
| Name                | Dienstgrad          | Dienststellung                                             | Bemerkung                               |
| ------------------- | ------------------- | ---------------------------------------------------------- | --------------------------------------- |
| Baarß, Klaus-Jürgen | GenLtn              | Stv. Chef LSK/LV für Ausbildung der LSK                    | bis Februar 1990                        |
| Barthel, Manfred    | GenLtn              | Stv. Chef LSK/LV und Chef des Stabes                       | bis 1986                                |
| Baustian, Gerhard   | GenLtn              | Stv. Chef LSK/LV für Ausbildung der LSK                    | bis 1978                                |
| Henkes, Klaus       | GenLtn              | Stv. Chef des Stabes GSA                                   | bis 1975 Kdo. LSK/LV                    |
| Herbst, Joachim     | Generalmajor        | Stv. Chef des Stabes Operativ                              | bis 1975 Kdo. LSK/LV                    |
| Hiemann, Günter     | Generalmajor        | Stv. Chef des Stabes GSA                                   | bis 1989                                |
| Jähn, Sigmund       | Generalmajor        | Chef Zentrum für Kosmische Ausbildung                      | 1987–1990                               |
| Kronig, Kurt        | Generalmajor        | letzter Stv. Chef LSK/LV für Ausbildung der LV             | 1988 m.d.F.b. und 1990                  |
| Lange, Manfred      | Generalmajor        | Chef AMAS                                                  | 1979–1986                               |
| Lipski, Heinz       | Generalmajor        | Stv. Chef Polit.Verw. für Instr./Org.                      | bis 1990 z. b. V. beim Chef Kdo. LSK/LV |
| Lobner, Walter      | Generalmajor        | Stv. Chef LSK/LV und Chef RD                               | 1983–1990                               |
| Merkel, Manfred     | Generalmajor        | Chef FuTT                                                  | bis 1988 Kdo. LSK/LV                    |
| Nagler, Dieter      | Generalmajor        | Stv. Chef LSK/LV für Technik und Instandsetzung/Bewaffnung | 1987–1990                               |
| Nawrot, Manfred     | Generalmajor        | Stv. Chef des Stabes für Organisation                      | 1974–1990                               |
| Richter, Joachim    | GenLtn              | Stv. Chef LSK/LV und Chef RD                               | 1962–1982                               |
| Telle, Erhard       | Generalmajor        | Chef FID                                                   | 1972–1990                               |
| Thonke, Wolfgang    | Generalmajor        | letzter Stv. Chef LSK/LV für Ausbildung der LSK            | bis 2. Oktober 1990                     |
| Trautsch, Heinz     | GenLtn              | Stv. Chef LSK/LV für Ausbildunfg der LV                    | 1972–1987                               |
| Ullmann, Ehrenfried | GenLtn              | Stv. Chef LSK/LV für Technik und Instandsetzung            | 1964–1987                               |
| Vogel, Alfred       | GenLtn              | Stv. Chef LSK/LV und Chef der Polit.Verw.                  | 1973–1990                               |
| Voigt, Günter       | Generalmajor        | letzter Stv. Chef LSK/LV und Chef des Stabes               | bis September 1990                      |
| Weber, Gerd         | Generalmajor        | Stv. Chef Polit.Verw. für Agit./Prob.                      |                                         |
| Weber, Wolfgang     | Generalmajor (d.R.) | Polit.Verw. Kdo. LSK/LV                                    | 1989 Mitglied der Zentralen PKK der SED |

Quelle

## Unterstellte Verbände, Truppenteile und Einheiten

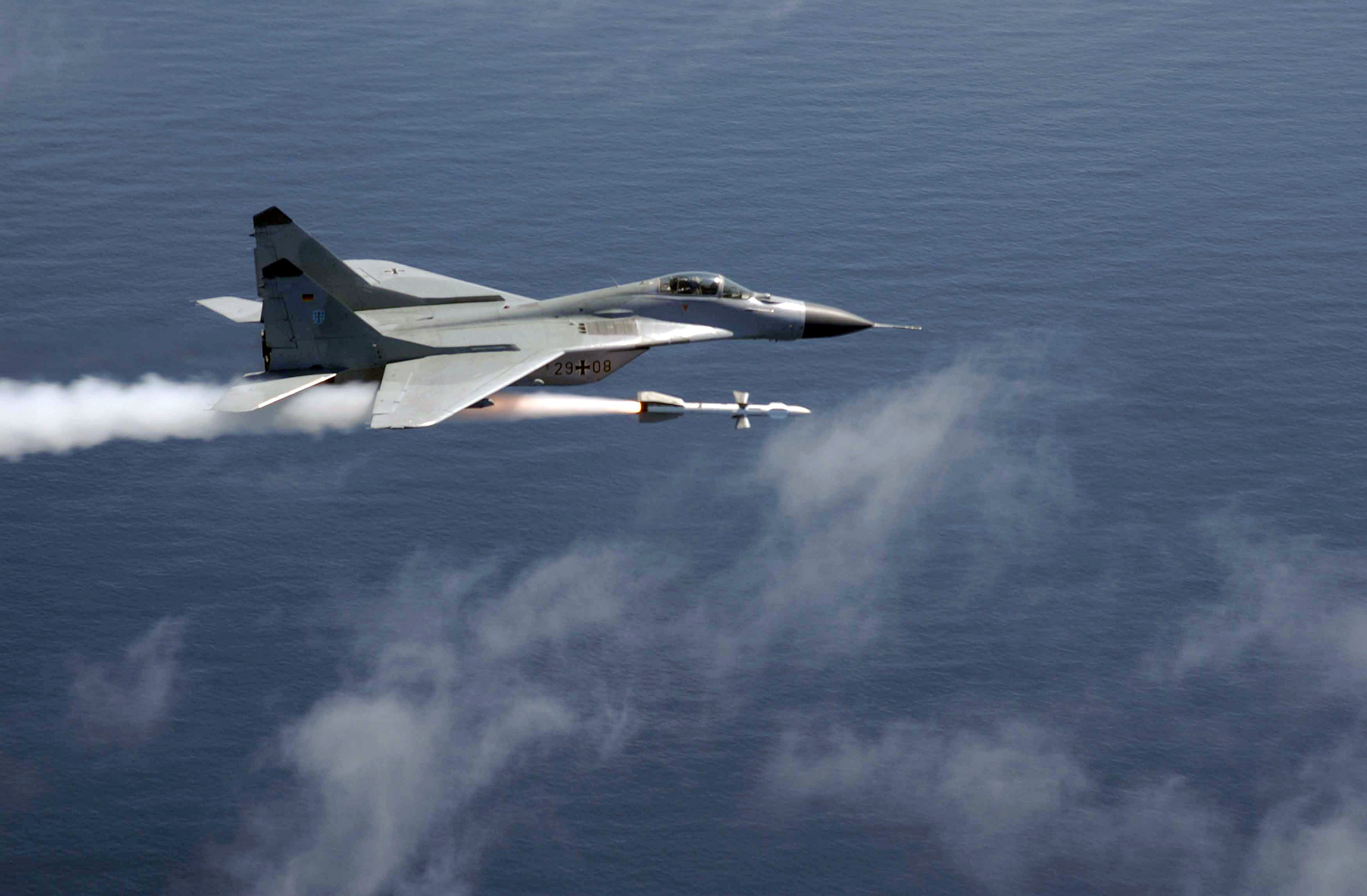
MiG-29A der 5. LWD, bis 1990 im Bestand des JG-3 der LSK/LV

Dem Kdo. LSK/LV unterstanden:
die 1. Luftverteidigungsdivision (NVA) (1. LVD)
die 3. Luftverteidigungsdivision (NVA) (3. LVD)
das Führungsorgan Front- u. Militärtransportfliegerkräfte (NVA) (FO FMTFK)
sowie nachstehende Truppenteile, Einheiten und Einrichtungen:
- Amt für Luftraumkoordinierung (ALK), Berlin
- Auswerte-, Rechen- und Informationsgruppe 14 (ARIG-14), Fürstenwalde
- Chemische Werkstatt und Lager 14 (ChWL-14), Storkow
- Druckerei 14, Strausberg (Barnim-Kaserne)
- Fla-Raketenwerkstatt und Lager 14 (FRWL-14), Pinnow (Uckermark)
- Fliegertechnisches Lager 14, (FTL-14), Märkische Heide (Krugau)
- Flugplatz-Pionierbataillon 14 (FPiB-14) „Franz Dahlem“, Potsdam
- Flugzeugreparaturwerk 14 (FRW-14), Cottbus
- Flugzeugreparaturwerk 24 (FRW-24), Kamenz
- Gästehaus „Haus Seebad“ Strausberg (Schillerhöhe)
- Institut für Luftfahrtmedizin (IfLM), Königsbrück
- Kompanie Chemische Abwehr 14 (KChA-14), Waldsieversdorf (Rotes Luch)
- Konditionsheim (für Luftfahrzeugführer), Rugiswalde
- Konditionszentrum 14, Benneckenstein (Harz)
- Kraftfahrzeug-Instandsetzungs-Werkstatt 14 (KfzIW-14), Kamenz
- Kraftfahrzeug-Kompanie 14 (KfzK-14), Strausberg (Barnim-Kaserne)
- Kraftfahrzeug-Transport-Kompanie 34 (KfzTK-34), Krugau
- Lazarett, Cottbus
- Militärtechnische Schule der Luftstreitkräfte/Luftverteidigung „Harry Kuhn“ in Bad Düben
- Munitionslager 14 (ML-14), Schneeberg
- Nachrichtenregiment 14 (NR-14) „Harro Schulze-Boysen“, Waldsieversdorf (Rotes Luch)
- Musikkorps, Trollenhagen
- Nachrichten- und Flugsicherungs-Werkstatt/Lager 14 (NFWL-14), Cottbus
- Offiziershochschule der Luftstreitkräfte/Luftverteidigung für Militärflieger „Otto Lilienthal“, Bautzen
  - Fliegerausbildungsgeschwader 15 (FAG-15) „Heinz Kapelle“, Rothenburg/Oberlausitz
    - Fliegertechnisches Bataillon 15 (FTB-15), Rothenburg
    - Nachrichten- und Flugsicherungsbataillon 15 (NFB-15), Rothenburg

  - Fliegerausbildungsgeschwader 25 (FAG-25) „Leander Ratz“, Bautzen
    - Fliegertechnisches Bataillon 25 (FTB-25), Bautzen
    - Nachrichten- und Flugsicherungsbataillon 25 (NFB-25), Bautzen

  - Transportfliegerausbildungsstaffel 45 (TAS-45), Kamenz
    - Fliegertechnisches Bataillon 45 (FTB-45), Kamenz

  - Hubschrauberausbildungsgeschwader 35 (HAG-35) „Lambert Horn“, Brandenburg-Briest
    - Fliegertechnisches Bataillon 35 (FTB-35), Brandenburg-Briest
- Offiziershochschule der Luftstreitkräfte/Luftverteidigung „Franz Mehring“, Kamenz
  - Musikkorps der OHS der LSK/LV, Kamenz
- Pionierbataillon 24 (PiB-24) „Ludwig Renn“, Potsdam
- Pionierwerkstatt und Lager 14 (PiWL14), Briest
- Rechenzentrum 14 (RZ-14), Strausberg (Barnim-Kaserne)
- Stabsmusikkorps der LSK/LV, Cottbus[6]
- Technisches Versorgungslager 34 (TVL-34), Doberlug-Kirchhain
- Treib- und Schmierstofflabor (TSLB), Utzedel
- Treib- und Schmierstofflager 14 (TSL-14), Hähnichen
- Treib- und Schmierstofflager 24 (TSL-24), Lohmen
- Treib- und Schmierstofflager 34 (TSL-34), Demmin
- Treib- und Schmierstofflager 44 (TSL-44), Niederlehme
- Topographisches Lager, Stallberg
- Transportfliegergeschwader 44 (TG-44) „Arthur Pieck“, Diepensee/Flugplatz Neuhardenberg (ehemals Marxwalde)
  - Fliegertechnisches Bataillon 44 (FTB-44), Marxwalde
- Vereinigte Hauptzentrale 14 (VHZ-14), Wünsdorf
- Versorgungslager 14 (VL-14), Görlitz
- Wachkompanie 14, Strausberg (Barnim-Kaserne)
- Waffenwerkstatt und Lager 14, Bautzen
- Wartungseinheit 14 (WE-14), Beeskow (Ranzig)
- Zentraler Gefechtsstand 14 (ZGS-14), Fürstenwalde/Spree
- Zentrum Kosmische Ausbildung, Strausberg (Barnim-Kaserne)